# Monedele euro cipriote
Euro (simbol EUR sau €) este moneda comună pentru majoritatea țărilor europene, care fac parte din Uniunea Europeană. Moneda Euro are două fețe diferite, una comună (fața "europeană", arătând valoarea monedei) și una națională ce conține un desen ales de către statul membru UE în care este emisă moneda. Fiecare stat are unul sau mai multe desene proprii. 
Pentru imagini cu fața comună și descrieri detaliate ale monedelor, vezi Monede euro.
Monedele Euro cipriote au pe fața lor națională trei desene diferite pentru fiecare din cele trei serii de valori. În fiecare desen se află cele 12 stele ale UE.
| 0,01 €                                                                            | 0,02 € | 0,05 €                  |
| --------------------------------------------------------------------------------- | ------ | ----------------------- |
|                                                                                   |        |                         |
| Muflonul, specie de oaie sălbatică, reprezentativă pentru natura insulei          |        |                         |
| 0,10 €                                                                            | 0,20 € | 0,50 €                  |
|                                                                                   |        |                         |
| Corabie din Kyrenia, navă comercială (sec. IV î.Hr.) simbolizând istoria maritimă |        |                         |
| 1,00 €                                                                            | 2,00 € | Marginea monedei de 2 € |
|                                                                                   |        |                         |
| Idol în formă de cruce din epoca calcolitică (anul 3 000 î.Hr.).                  |        |                         |